# Grigorij Dawydow
Grigorij Fiodorowicz Czeliadnin-Dawydow (ros. Григорий Федорович Челядин—Давыдов) (zm. po 1521) – bojar na dworze książąt moskiewskich Iwana III i Wasyla III, wojewoda. Syn Fiodora Dawidowicza, bojara i wojewody.
Brał udział w 1495 w pochodzie Iwana III na Nowogród. W 1496 w pochodzie na Szwedów wymieniany jako drugi wojewoda w pułku przednim, w drugiej wyprawie w tym samym roku już jako drugi wojewoda w pułku prawej ręki. W 1501 pierwszy wojewoda w pułku prawej ręki, brał udział w bitwie pod Mścisławiem. W 1502 5-y wojewoda w wojsku Semena Iwanowicza Możajskiego. 
W 1507 pierwszy wojewoda w pułku wielkim w pochodzie z Wielkich Łuków na Wielkie Księstwo Litewskie i w 1508 wojewoda większy. W 1510 wyznaczony pierwszym namiestnikiem Pskowa i doprowadził miasto do przysięgi na wierność. Brał udział niejednokrotnie w walkach z Tatarami jako pierwszy lub drugi wojewoda. W 1512 pierwszy wojewoda w pułku lewej ręki w wyprawie moskiewskiej na Smoleńsk w czasie wojny litewsko-moskiewskiej 1512-1522. W 1514 wysłany do Smoleńska, a po jego zdobyciu i ujawnieniu zdrady Michała Glińskiego dalej do obozu pod Orszę. Jako wojewoda w pułku wielkim brał udział w bitwie pod Orszą i pomimo dzielnej postawy uciekł z klęski. Po bitwie nie brał udziału w działaniach wojennych.